# Skalna umetnost Sanov
Sani ali Grmičarji so avtohtono ljudstvo v regiji Južna Afrika, zlasti na območju današnje Južne Afrike in Bocvane. Njihove starodavne skalne poslikave in rezbarije (skupaj imenovane skalna umetnost) najdemo v jamah in v skalnih zavetiščih. Umetniška dela prikazujejo nečloveška bitja, lovce in polčloveške, polživalske hibride. Verjame se, da so polčloveški hibridi zdravilci, ki sodelujejo v zdravilnem plesu.
Gall piše: »Panel Laurensa van der Posta v Tsodilu je ena najbolj znanih skalnih poslikav.« Visoko na tej skalni steni v Bocvani je podoba »veličastnega rdečega bika elanda«, naslikanega po Van der Postu »le tako, kot bi ga lahko naslikal Grmičar, ki se je globoko poistovetil z elandom.« Na tej skalni steni je tudi samica žirafe, ki je negibna, kot da bi jo prestrašil plenilec. Tam je upodobljenih še več drugih podob živali, skupaj z krvavo rdečimi odtisi rok, ki so podpis neznanega umetnika. Drakensberg in Lesoto sta še posebej znana po skalni poslikavi ljudstva San. Tsodilo je bil leta 2001 uvrščen na seznam svetovne dediščine Unesca; vsa umetnost, ki jo zajema ta seznam, ni delo ljudstva San ali njihovih prednikov.

## Učenje iz skalne umetnosti
Po besedah Thomasa Dowsona »je veliko skalne umetnosti pravzaprav v simbolih in metaforah«. Na primer, biki eland so pomenili poroko in zdravljenje ali ples transa. Skalna umetnost nam ponuja vpogled v zgodovino ljudstva San in v to, kako so živeli.
Sani so uporabljali skalno umetnost za beleženje stvari, ki so se zgodile v njihovem življenju. Najdenih je bilo več primerov skalne umetnosti, ki spominjajo na vozove in koloniste. Dowson ugotavlja, da so »ljudje, ki so pripeljali vozove in tako naprej, tako postali, pa naj se tega zavedajo ali ne, del družbene produkcije južnoafriške skalne umetnosti. Dodali so novo dimenzijo. Dorothea Bleek, avtorica članka »Prepričanja in običaji Bušmanov /Xam«, objavljenega leta 1933, pravi, da so Sani beležili tudi »živali, ki plešejo dež«. Ko so plesali za dež, so padli v trans, da bi »ujeli« eno od teh živali. V transu so jo ubili, njena kri in mleko pa sta postala dež. Kot je prikazano na skalni umetnosti, so živali, ki plešejo dež, ki so jih »videli«, običajno spominjale na povodnega konja ali antilopo, včasih pa so jih po Dowsonovih besedah obdajale ribe.
Več o tem, kako so Sani živeli, lahko izvemo skozi njihovo skalno umetnost. Vsi so enaki; eden ni bolj dovršen ali podroben od drugega. To kaže, da čeprav so zdravilci imeli posebne moči, niso veljali za višje ali boljše. Zdravljenje ni bilo namenjeno temu, da bi postali bolj ugledna in močna oseba, temveč da bi ... dobro celotne skupnosti.
H. C. Woodhouse, avtor knjige Arheologija v južni Afriki, pravi, da zgodovinski viri navajajo tudi, da so se Sani pogosto preoblekli v živali, da bi se lahko dovolj približali pašnim čredam in jih ustrelili. Glava jelena je bila pomemben del te preobleke in so jo uporabljali pri plesu in posnemanju živalskih gibov. Veliko število figur z glavami jelena na slikah dokazuje, da so Sani to počeli.
Kasneje so Sani začeli slikati na skalah, ki je ponazarjala stike z evropskimi naseljenci. Znan primer je jadrnica, znana kot Porterville Galleon (najdena 150 kilometrov v notranjosti v gorovju Skurweberg blizu mesta Porterville). Slika naj bi predstavljala nizozemsko ladjo in je bila ustvarjena sredi 17. stoletja. Kasnejši primeri kolonialnih motivov vključujejo ženske v evropskih oblekah, moške s puškami ter vozove in vozove, izdelane v 19. stoletju.

## Izdelava skalne umetnosti
Sani so za risbe uporabljali različno obarvane kamne. Woodhouse pravi: »Običajno so uporabljali rdeč kamen, ki so ga mleli, dokler ni bil fin, nato pa so ga zmešali z maščobo.« To so nato vtirali v kamen, da so oblikovali slike. Ta barva zelo dolgo vzdrži dež in vreme. Po besedah Phillipa V. Tobiasa, častnega profesorja paleoantropologije na Inštitutu Bernarda Pricea za paleontološke raziskave, so Sani to barvo uporabljali v štirih slogih: »enobarvni, živalski obrisi v debelih rdečih črtah, tanko obrisane figure in bele stilizirane figure.« A.R. Willcox, avtor članka Primerjava avstralske in južnoafriške skalne umetnosti, objavljenega leta 1959, pravi, da je bilo orodje, ki so ga uporabljali za te slike, »čopič iz živalske dlake ali enega samega majhnega peresa.« To je morda eden od razlogov za veliko finost in nežnost njihovega slikarstva. I. in J. Rudner, pisca revije Kdo so bili umetniki? Arheološke opombe iz Jugozahodne Afrike, objavljene leta 1959, pravita, da se oblika, ki jo uporabljajo Sani, pogosto imenuje dinamična šola. »Ima veliko akcije in barv ter je dosegla vrhunec na slikah osenčenih antilop.« Običajno jo povezujejo s Sani.
Po Woodhousovih besedah izbrani motivi dajejo namige o tem, kdo je delal na skalni umetnosti. Obstaja veliko slik antilope, srne, kame in leva, pa tudi Sanov in boja. Vendar je malo upodobitev rastlin. Wilcox ugotavlja, da so »rastline običajno spadale v domeno žensk, zato se domneva, da so bili avtorji teh slik moški.«

## Digitalizacija in ohranjanje
Južnoafriški digitalni arhiv skalne umetnosti (SARADA) vsebuje več kot 250.000 slik, orisov in zgodovinskih dokumentov starodavne afriške skalne umetnosti. Poleg tega, da so slike umetnin dostopne veliko širšemu krogu javnosti, projekt pomaga zaščititi umetnine pred fizično škodo, ki nastane zaradi osebnih obiskov.